# سیارک ۳۸۲۱
سیارک ۳۸۲۱ (به انگلیسی: 3821 Sonet، نامگذاری:1985RC3) سه هزار و هشتصد و بیست و یکمین سیارک کشف شده‌است که در ۶ سپتامبر ۱۹۸۵ کشف شد.
قدر مطلق سیارک برابر ۱۲٫۱۰ است.